# Hommage à John Cage
Hommage à John Cage – Musik für Tonbänder und Klavier ist ein Klavierkonzert der Neuen Musik und war eine Performance von Nam June Paik, die am 13. November 1959 in der Galerie 22 in Düsseldorf uraufgeführt wurde. Es war die erste bedeutende Aufführung des Künstlers. Das Stück, das von der Kunst des Dadaismus inspiriert ist, widmete Paik seinem musikalischen Vorbild John Cage. Es gilt als Pioniertat der Aktionskunst. Für die von Paik als „Action Music“ bezeichnete Form wurde erst 1962 der Begriff Fluxus geprägt. Nach dem Urteil des Musikkritikers Heinz-Klaus Metzger war das Stück, das auf einem Festival von Mary Bauermeister in der Zeit vom 17. bis 19. Juni 1960 in Köln mehrfach erneut aufgeführt wurde, seinerzeit „das Äußerste an Schock, was die Musik gegenwärtig zustande bringt“.

## Beschreibung
Das Klavierkonzert besteht aus vier Sätzen. Neben zwei Klavieren, wovon eines durch Lockerung von 10 Saiten speziell präpariert ist und im Zuge einer Performance der Zerstörung anheimfällt, erklingen vorbereitete Sequenzen von Tonbandgeräten, insbesondere mit Klängen von menschlichen Schreien und Radionachrichten. Die Darbietung, die so bereits die Grenzen herkömmlicher Klavierkonzerte überschreitet, wird erweitert durch einen theatralischen Auftritt, in dem der Künstler ein Ei an die Wand und einen Rosenkranz ins Publikum wirft, mit Kartons raschelt und Papier zerreißt, brüllt, auf einer Spielzeuglokomotive pfeift, die Raumbeleuchtung löscht, eine Kerze anzündet und Knallfrösche hochgehen lässt. In einem finalen Akt zerschneidet er mit einem Küchenmesser Saiten von einem der Klaviere, das schließlich umgeworfen wird. Nach einer Beschreibung des Künstlers aus der Entstehungsphase der Komposition sollten weitere Spielzeuge wie ein Auto und ein Panzer zum Einsatz kommen, eine Stimmpfeife ertönen, Glas zerbrechen, in der Szene ein lebendes Huhn losgelassen werden und ein Motorrad auffahren.         
Ein Kritiker einer nicht näher benannten Düsseldorfer Zeitung würdigte die Uraufführung wie folgt:

„[…] Hochdroben auf der Treppenleiter saß der Dichter Helms und las von einer Rolle Klosettpapier die Partitur. Drunten stand das Instrumentarium: Zwei Klaviere (eins davon ohne Tasten), Tonbandgeräte, Blechbüchsen mit Steinen, ein Spielzeugauto, eine Kunststoff-Lokomotive, ein Ei, eine Glasscheibe, eine Flasche mit Kerzenstummel und eine Spieldose. Das Werk trug den Titel Hommage à John Cage. Das Konzertpublikum wurde zur Vorsicht ermahnt: ‚Zurücktreten bitte!‘ Aus den Tonbändern erklang der Schrei von zwanzig bedrängten Jungfrauen, dann kam der Nachrichtendienst des WDR. Der Komponist warf das Ei an die Wand und spielte dreißig Sekunden lang nach Metronom und Spieldose ‚normal‘ auf dem Klavier. Im zweiten Satz sprang Nam June Paik koreanisch brüllend im Zimmer umher und pfiff auf der Kunststoff-Lokomotive, löschte das Licht und entzündete die Kerze. Der dritte Satz begann verhalten und sanft im Kerzenschimmer. Zwei Knallfrösche jagten angenehmes Schaudern durch die Knochen der Konzertbesucher. Aber im vierten Satz, dem Finale furioso, raste Paik wie ein Berserker durch die Gegend, zersägte mit einem Küchenmesser die Klaviersaiten und endlich kippte er den Klimperkasten um. Piano forte est morte. Es war des Beifalls kein Ende. […]“

## Geschichte
Nam June Paiks künstlerischer Weg führte vom Studium der Klassischen Musik in Südkorea und Japan über die Entdeckung Arnold Schönbergs zu John Cage und dem Interesse an Elektronischer Musik. Später experimentierte er mit dem elektronischen Bild und wurde so zum Pionier der Videokunst. 1956 kam der Künstler nach Deutschland, wo er an der Ludwig-Maximilians-Universität München sein Musikstudium fortsetzte. An der Hochschule für Musik Freiburg studierte er Komposition bei Wolfgang Fortner. 1958 ließ er sich in Köln nieder und arbeitete mit Karlheinz Stockhausen im Studio für Elektronische Musik des WDR. Im gleichen Jahr begegnete er John Cage in den Darmstädter Ferienkursen, einer bedeutenden Kulturveranstaltung der Neuen Musik.
In einem Brief vom 2. Mai 1959 an Wolfgang Steinecke, der als Kulturreferent das Internationale Musikinstitut Darmstadt leitete, beschrieb Paik das Konzept einer „Amusik“, die er John Cage widmete und in der er durch Aktionskunst das Erhabene mit dem Hässlichen und Komödiantischen verbinden wollte. Zu diesem Zeitpunkt hatte Paik bereits seit 50 Tagen an dem Stück komponiert. Paik versuchte mit dem Schreiben zum zweiten Mal, Steinicke für eine Aufnahme der Komposition in das Programm der jährlichen Darmstädter Ferienkurse zu erwärmen. In dem Brief aus der Entstehungsphase der Komposition klang bereits an, dass eine Provokation von Hans Heinz Stuckenschmidt, dem Musikkritiker der Frankfurter Allgemeinen Zeitung, durchaus beabsichtigt war. Die Zeit der Aufführung kalkulierte Paik mit zehn Minuten. Regievorbereitungen für die Aktionen der Performance sollten dem Publikum aus Gründen der Dramaturgie der Aufführung bis zuletzt verborgen bleiben.  
Im ersten Satz wollte er insbesondere eine Collage aus Tonbandaufnahmen mit Radiogeräuschen und einer semantisch noch nicht geformten Sprache in differenzierter Phonetik und Intonation zu Gehör bringen. Die Tonbandcollage war eine Zusammensetzung aus Aufnahmen aus Konzertstücken, unter anderem von Ludwig van Beethoven und Sergei Wassiljewitsch Rachmaninow, der Aufzeichnung einer Lotteriebekanntgabe sowie den Geräuschen von Sinuswellen, verkratzten Schallplatten und Mädchengeschrei. Einige Sequenzen bestanden aus verlangsamt oder beschleunigt abgespielten Klängen, akustisch verstärkten Geräuschen sowie Scratching. Diesem Auftakt wollte er einen zweiten Satz „so laangweilig wie möglich“ als ein Momentum der Überraschung oder Enttäuschung von Erwartungen der Rezipienten entgegensetzen. Künstlerisch verstand er den zweiten Satz als eine „Verwarnung“ zum Wirtschaftswunder der Deutschen, worin er „Fleißigkeit und Dummheit in Eins gebunden“ sah. Für den dritten Satz – „eher eine musikalische Philosophie als ein[e] philosophische Musik“ – plante er einen „acte gratuit“ mit Zitaten von François-Thomas-Marie de Baculard d’Arnaud und Arthur Rimbaud, die aus dem Lautsprecher erschallen sollten. Darin sah er „einen Ausweg von der Erstickung des musikalischen Theaters von heute“. In seinem Brief an Steinicke unterstrich Paik, der die deutsche Sprache nicht perfekt beherrschte, den künstlerischen Wert seiner Komposition wie folgt:

„Aber hier handelt sich um kein Humor. Von dadaistischen Künstler sind nur solche Leute, die Humor nicht als Ziel, sondern als Resultat behandelt haben, überlebt. z.B. M. Duchamp, M. Ernst, Arp. Schwitters. (Jetzt ein kleine Collage von Schwitters kostet 50 Thousend Mark). Ich möchte den Dadaismus mit Musik ergänzen, obwohl Dada heute noch für Bildungsphilister ein Tabu ist. Heute setzen Henze und Buffet auf der Krône, wie einst Händel, Rubens, Liszt, Hindemith, Stravinsky und Picasso auf der Krône gesetzt haben. Ich bin überzeugt, daß ich endlich ein völlig neue Stil gefunden habe. Es hat mit bisherigen neuen Musik aus Arie nicht zu tun. Ich möchte von meinem letzten Werk ‚Sirlahyangga‘ (1958) zurück treten und anstatt dessen schicke ich Ihnen diese neue Komposition. Sie können gut an die Qualität dieses Stück glauben, da ich selbst im letzten Jahr die Aufführung meiner Komposition annuliert habe, und ich Ihnen mehrmals geschrieben, daß ich keine ‚Studie‘ – ein Durchschnittniveau der ‚Studiokonzert‘ – als mein ‚début‘ zeigen will. […] Ich hoffe, oder glaube (wenn Sie es gestatten), daß Sie dieser ernsten (und nicht restaurativen) Antithese zum ‚Zwölfton manierismus‘ die Chance geben würden.“

Da sich Steinecke von Paiks Brief nicht überzeugen ließ, das Stück in sein Ferienprogramm aufzunehmen, zumal Steineckes Freund Luigi Nono abriet, musste sich Paik nach anderen Möglichkeiten umsehen. Im Oktober 1959 war Paik mit seinen Vorbereitungen so weit, dass er eine erste nichtöffentliche Aufführung in seinem Atelier in der Aachener Straße in Köln proben konnte. Dabei war insbesondere der Paiks Arbeit wohlgesonnene Musikkritiker Heinz-Klaus Metzger anwesend.
Für die Uraufführung wurde schließlich die Galerie 22 von Jean-Pierre Wilhelm und Manfred de la Motte in der Düsseldorfer Kaiserstraße in den Blick genommen, die sich im dritten Stock eines Wohn- und Geschäftshauses ab Mai 1957 neben der Ausstellung von Werken der Informellen Kunst als ein wichtiges Zentrum nicht-akademischer, nicht-arrivierter europäischer und amerikanischer Musik im Rheinland etabliert hatte. Die Aufführung begann am Freitag, den 13. November 1959, um 20 Uhr. Ein Jahr zuvor war dort auch Cage mit dem Stück Music Walk aufgetreten. Zu den Besuchern der Uraufführung zählte der damals noch in Kleve lebende Künstler Joseph Beuys. Auf ihn hinterließ die Aufführung großen Eindruck. Mit Paik entwickelte Beuys bald eine künstlerische Beziehung, die das künstlerische Schaffen beider Künstler wechselseitig wesentlich prägte. In einem Foto dokumentierte Manfred Leve das Ereignis am Rande. Die Uraufführung von Hommage à John Cage gilt als die erste Fluxus-Aktion in Deutschland, Jahre bevor man diese Kunstrichtung im öffentlichen Diskurs als solche benannte. 
Als im März 1960 die Internationale Gesellschaft für Neue Musik „Weltmusiktage“ in Köln durchführte, blieben avantgardistische Positionen, wie sie Paik und andere vertraten, im offiziellen Programm außen vor. Ihnen wollte die freie Künstlerin Mary Bauermeister, die gerade in der Kölner Lintgasse 28 neben der mittlerweile nach Köln umgezogenen Galerie 22 ein Atelier eröffnet hatte, neben bildender Kunst eine Bühne bieten. Am 26. März 1960 begann sie ihre Veranstaltungstätigkeit mit musikalischen Kompositionen von Cage und Morton Feldman. Dem schloss sich das „Contre-Festival“ vom 17. bis 19. Juni 1960 an, bei dem Paik Gelegenheit bekam, seine Hommage à John Cage mehrmals aufzuführen. Der Musikkritiker Ernst Thomas berichtete darüber in der Frankfurter Allgemeinen Zeitung:

„[…] In der Lintgasse, in einem altfränkische Giebelfront restaurierenden Neubau liegt das Atelier der Malerin Mary Bauermeister. Dort arbeitet und präsentiert sich die Avantgarde der Avantgarde: […] Der Andrang ist bei allen Séancen, auch wenn sie erst gegen Mitternacht beginnen, gewaltig. Das Enfant terrible des Kreises ist der junge Koreaner Nam June Paik, der seine hommâge à john cage nicht oft genug wiederholen kann. Denn bei dieser ‚Musik‘ für Tonbänder und Klavier gehen in fünf Minuten die abenteuerlichsten Dinge vor sich: Elektronisches Getöse heult auf, Eier klatschen an die Wand, ein Motorrad rattert los, eine Spieluhr klimpert, das Radio plärrt politische Nachrichten, Paik spielt auf dem Flügel Fingerübungen à la Czerny, ein Rosenkranz fliegt mir an den Kopf, ein altes Klavier muß seine letzten Töne auf angerissenen Saiten produzieren, dann wird es mit Donnergepolter umgeworfen, plötzlich Stille und völliges Dunkel, zuletzt Paiks einsames, von einem Kerzenstumpf erleuchtetes Gesicht. Die Arbeitsformel heißt: Collage und Montage!“

Im Oktober 1960 kam es in Bauermanns Atelier zu einem gemeinsamen Konzert von Cage und Paik, bei dem Paik in seiner Etude for Piano Cage die Krawatte abschnitt und ihm den Kopf mit Shampoo wusch. Beide Stücke, Etude for Piano und Hommage à John Cage, gehörten zu Aufführungen, die Paik 1961 unter dem Titel Action Music in Skandinavien darbot, am 18. September in der Liljevalchs konsthall in Stockholm, am 27. September in der Kunst- og Håndverksskolen in Oslo und am 30. September im Louisiana Museum of Modern Art bei Kopenhagen. Die dänische Aufführung schloss Paik damit ab, dass er in eine mit Wasser und Mehl befüllte Öltonne abtauchte und danach dem deutsch-dänischen Musikkritiker Hansgeorg Lenz (1926–2011) die Krawatte abschnitt.